# Mal Fletcher

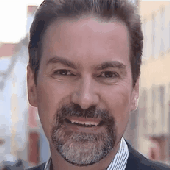
Mal Fletcher

Mal Fletcher (Melbourne, 23 oktober 1957) is een Australische internationaal bekende christelijke leider, spreker, schrijver en tv-presentator. Fletcher is directeur van Next Wave International, een christelijke zendingsorganisatie.
Fletcher studeerde archeologie, theologie en christelijke apologetiek aan de Deakin University in Melbourne. Hij is een bevoegd predikant namens de Assemblies of God in Australië. Fletcher was de oprichter en nationale directeur van Youth Alive Australië. Deze functie vervulde hij tot 1991. In die tijd groeide de beweging van 3.000 man uit naar bijna 60.000 jonge mensen in het hele land.
In 1994 vertrok Fletcher uit Australië. Na een kort verblijf in Kopenhagen vestigde hij zich in Londen, en lanceerde daar de Strategic Leadership Consultation, een conferentie gericht op de Europese kerkleiders. Een van de gastsprekers was de internationaal bekende evangelist Reinhard Bonnke.
Fletcher presenteert het tv-programma EDGES, dat vanuit een evangelicale achtergrond antwoorden probeert te geven op sociale issues. Ook is Fletcher auteur van verschillende boeken, waaronder Making God Famous, The Pioneer Spirit en Burning Questions. Daarnaast geeft hij met enige regelmaat commentaar in de media, onder andere op Sky News en BBC World News, over sociale thema's. In het begin van zijn christelijke bediening was hij ook songwriter. Zijn meest bekende lied is Come Holy Spirit.
Fletcher heeft gesproken op een groot aantal christelijke conferenties, waaronder Hillsong Conference (Australië), Grapevine  (Groot-Brittannië), Spring Harvest (Groot-Brittannië), Rhema Conference (Zuid-Afrika), Opwekking (Nederland) en Planet Shakers (Australië).
Fletcher is getrouwd met Davina en heeft drie kinderen, Deanna, Grant en Jade.